# Riverton (Illinois)
Riverton és una població dels Estats Units a l'estat d'Illinois. Segons el cens del 2000 tenia 3.048 habitants.

## Demografia
Segons el cens del 2000, Riverton tenia 3.048 habitants, 1.236 habitatges, i 845 famílies. La densitat de població era de 576,9 habitants/km².
Dels 1.236 habitatges en un 36,1% hi vivien nens de menys de 18 anys, en un 51,9% hi vivien parelles casades, en un 12,6% dones solteres, i en un 31,6% no eren unitats familiars. En el 27,3% dels habitatges hi vivien persones soles el 10,6% de les quals corresponia a persones de 65 anys o més que vivien soles. El nombre mitjà de persones vivint en cada habitatge era de 2,47 i el nombre mitjà de persones que vivien en cada família era de 2,98.
Per edats la població es repartia de la següent manera: un 27,3% tenia menys de 18 anys, un 7,7% entre 18 i 24, un 31,3% entre 25 i 44, un 22,8% de 45 a 60 i un 10,9% 65 anys o més.
L'edat mediana era de 35 anys. Per cada 100 dones de 18 o més anys hi havia 88,8 homes.
La renda mediana per habitatge era de 45.531 $ i la renda mediana per família de 49.150 $. Els homes tenien una renda mediana de 35.278 $ mentre que les dones 26.421 $. La renda per capita de la població era de 20.678 $. Aproximadament el 6,3% de les famílies i el 6,8% de la població estaven per davall del llindar de pobresa.

## Poblacions més properes
El següent diagrama mostra les poblacions més properes.